# Punisher

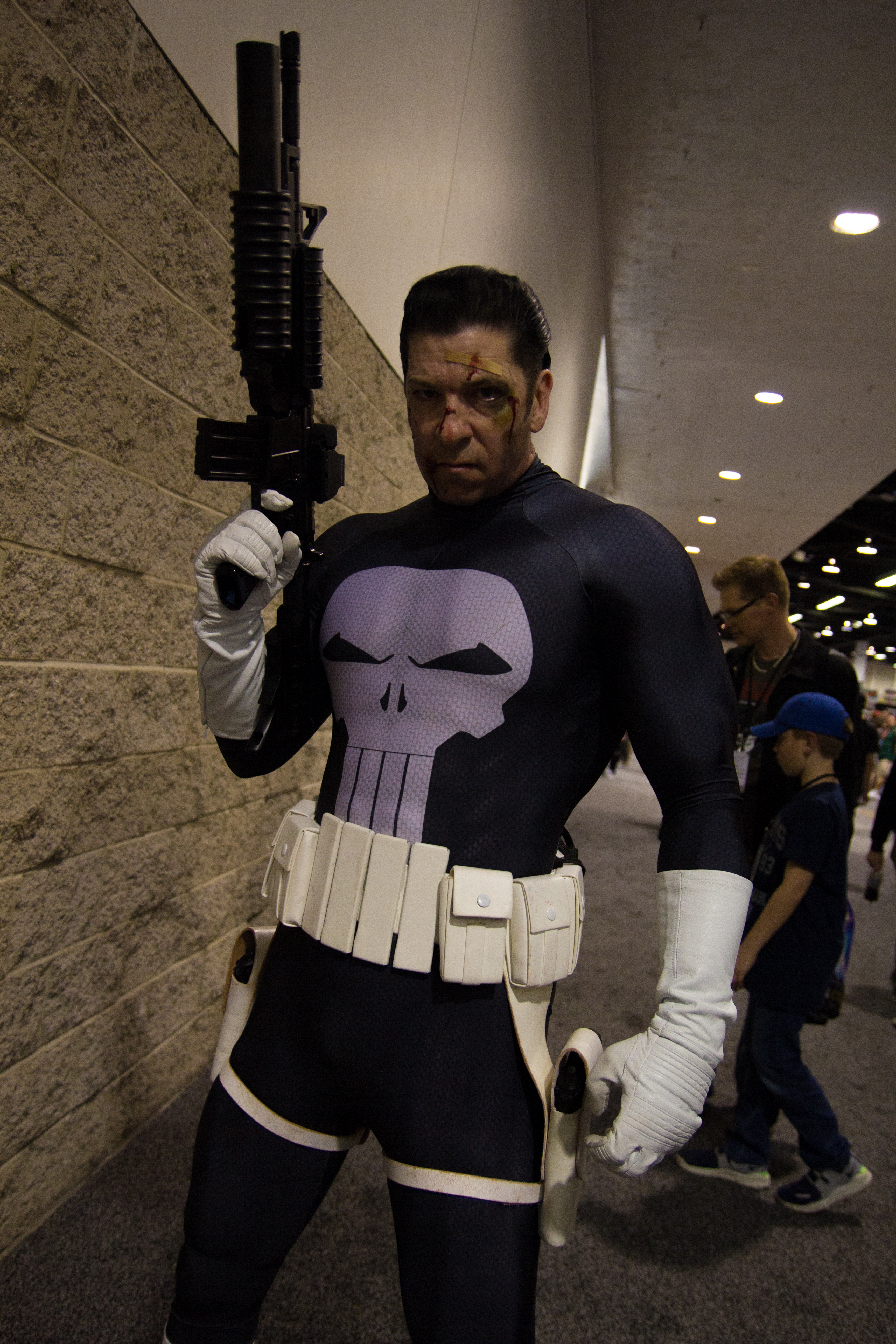
Fanoušek v kostýmu Punishera

Punisher (Kat, Vykonavatel trestu) je fiktivní antihrdina vytvořený v roce 1974 Gerrym Conwayem a Johnem Romitou a vystupující v komiksech vydavatelství Marvel Comics. Typické je pro něj to, že nemá slitování se zločinci a nemilosrdně je zabíjí, většinou palnými zbraněmi.

## Schopnosti
Nemá žádné superschopnosti, ale prošel multidisciplinárním vojenským výcvikem USMC. Díky tomuto výcviku Punisher zvládá nejen základní dovednosti pěchoty, ale i používání a údržbu specializovaných střelných zbraní a výbušnin. Je vysoce kvalifikovaný v infiltraci do silně střeženého nepřátelského území za účelem zajetí, či atentátu. Také je zkušený v podvodních operacích, včetně demolic.
Jeho bojové schopnosti jsou více než dostatečné, aby dokázal zneškodnit a zabít muže mnohem silnějšího a většího než on sám, stejně jako bojovat s ozbrojenými skupinami a zabíjet beze zbraně, pokud je to nutné. Dále zvládá boj s nožem, používání improvizovaných výbušnin, partyzánský styl boje a je expert na poli medicíny.

## Zbraně
Punisherův arzenál zahrnuje automatické a poloautomatické pušky, granáty a nože. Nejčastěji používá pušku M16, Sterling Mark 6 9 mm, 9mm poloautomatickou pistoli Browning Llama a bojové nože Gerber Mark II.

## Fiktivní biografie
Narodil se v New Yorku rodičům italského původu. Frank Castle (rodným příjmením Castiglione) je bývalý kapitán Námořní pěchoty Spojených států (USMC). Mladý Frank studoval na katolického kněze, ale připojil se k USMC, protože nedokázal odpustit těm, kteří konají zlo. Před vojenskou službou se oženil se svou přítelkyní Marií, která již čekala jejich první dítě. Během svého působení v USMC absolvoval tvrdý výcvik. Poté bojoval ve válce ve Vietnamu jako člen speciálních jednotek. Tam byl oceněn řadou medailí, například Purpurovým srdcem. Krátce po jeho návratu z Vietnamu šel s rodinou na piknik do Centrálního parku, kde se stali svědky popravy informátora mafií (oběšením na stromě). Mafie ve snaze odstranit všechny svědky vyvraždila Frankovu rodinu, on jako jediný zázrakem přežil. Nicméně i přesto, že byl Frank schopen identifikovat všechny vrahy, policie mu nedokázala pomoci, protože měla ruce příliš svázané vlivem mafie. Proto usoudil, že jediný způsob jak zjednat spravedlnost je smrt těch, kteří mu ublížili. Od té doby si obléká jeho neprůstřelnou vestu s namalovanou lebkou a vede válku se zločinem a začal si říkat Punisher. Ve svých snahách o spravedlnost se setkal s několika ostatními maskovanými bojovníky se zločinem, hlavně s Daredevilem. Tato setkání měla většinou za následek jeho uvěznění jako jednoho z nejhorších vrahů, ačkoli Castle vždy dokáže uniknout tak či onak.

## Česky vydané komiksy

### Punisher
- Punisher I.
- Punisher II.
- Punisher III.
- Punisher IV.

### Punisher MAX (scenárista Garth Ennis [#1–60], v originále 2004–2009, česky 2009–2017)
- Garth Ennis, Darick Robertson, Tom Palmer a kol.: Punisher MAX #0: Od kolébky do hrobu (BB/art a Crew, 2009, obsahuje sešity Born #1-4, Punisher: The Tyger, Punisher: The Cell, Punisher: The End)
- Garth Ennis, Lewis Larosa: Punisher MAX #1: Na začátku (BB/art a Crew, 2008, obsahuje sešity Punisher MAX #1-6)
- Garth Ennis, Leandro Fernandez: Punisher MAX #2: Irská kuchyně (BB/art a Crew, 2010, obsahuje sešity Punisher MAX #7-12)
- Garth Ennis, Dougie Braithwaite: Punisher MAX #3: Matička Rus (BB/art a Crew, 2011, obsahuje sešity Punisher MAX #13-18)
- Garth Ennis, Leandro Fernandez: Punisher MAX #4: Dole je nahoře, černá je bílá (BB/art a Crew, 2011, obsahuje sešity Punisher MAX #19-24)
- Garth Ennis, Leandro Fernandez: Punisher MAX #5: Otrokáři (BB/art, 2012, obsahuje sešity Punisher MAX #25-30)
- Garth Ennis, Goran Parlov: Punisher MAX #6: Barracuda (BB/art, 2012, obsahuje sešity Punisher MAX #31-36)
- Garth Ennis, Leandro Fernandez: Punisher MAX #7: Muž z kamene (BB/art, 2013, obsahuje sešity Punisher MAX #37-42)
- Garth Ennis, Lan Medina Punisher MAX #8: Vdovy (BB/art, 2013, obsahuje sešity Punisher MAX #43-49)
- Garth Ennis, Howard Chaykin, Goran Parlov: Punisher MAX #09: Dlouhá chladná tma (BB/art, 2017, obsahuje sešity Punisher MAX #50-54)
- Garth Ennis, Goran Parlov: Punisher MAX #10: Valley Forge, Valley Forge (BB/art, 2017, obsahuje sešity Punisher MAX #55-60)

### Punisher MAX (scenárista Jason Aaron, v originále 2010–2012, česky 2018–2020)
- Jason Aaron, Steve Dillon: Punisher MAX: Kingpin (BB/art, 2018, z anglického originálu Punisher MAX: Kingpin #1-5)
- Jason Aaron, Steve Dillon: Punisher MAX: Bullseye (BB/art, 2019, z anglického originálu Punisher MAX: Bullseye #6-11)
- Jason Aaron, Steve Dillon: Punisher MAX: Frank (BB/art, 2020, z anglického originálu Punisher MAX: Frank #12-16)
- Jason Aaron, Steve Dillon: Punisher MAX: Bez domova (BB/art, 2020, z anglického originálu Punisher MAX: Homeless #17-22)

### Speciální vydání
- Jimmy Palmiotti, Justin Gray, Jason Aaron a kol.: Punisher MAX: Vánoce na odstřel (BB/art, 2019, z anglických originálů Punisher Red Xmas, Punisher X-Mas Special, Punisher Max X-Mas Special)

## Film a televize

### Film
- 1989 – Mstitel – režie Mark Goldblatt, v hlavní roli Dolph Lundgren
- 2004 – Kat – režie Jonathan Hensleigh, v hlavní roli Thomas Jane
- 2008 – Kat: Válečná zóna – režie Lexi Alexander, v hlavní roli Ray Stevenson
- 2012 – The Punisher: Dirty Laundry – neoficiální krátký film, režie Phil Joanou, v hlavní roli Thomas Jane

### Televize
- 2016 – Marvel's Daredevil – druhá řada, v hlavní roli Jon Bernthal
- 2017-2019  – Marvel's The Punisher – námět Steve Lightfoot, v hlavní roli Jon Bernthal
- 2025 – Daredevil: Znovuzrození – v hlavní roli Jon Bernthal